# David Rees Snell
David Rees Snell (Wichita, Kansas, 20 de agosto de 1966) é um ator de televisão estadunidense mais conhecido por seus papel como detetive  Ronnie Gardocki no drama policial The Shield.